# Czechy (Trąbki)
Czechy – część wsi Trąbki  w Polsce, położona w województwie mazowieckim, w powiecie garwolińskim, w gminie Pilawa.
W latach 1975–1998 Czechy położone były w województwie siedleckim.
Przez miejscowość przebiega droga wojewódzka nr 805 Dziecinów - Wilchta.
W osadzie znajduje się huta szkła "Czechy" S.A.
Mieści się tu m.in. rzymskokatolicka parafia św. Józefa, Szkoła Podstawowa imienia Juliana Tuwima i Gimnazjum imienia Adama Mickiewicza, ośrodek zdrowia, oraz biblioteka publiczna. 
W miejscowości funkcjonuje klub sportowy Hutnik Huta Czechy założony w 1946. W sezonie 2019/2020 klub znajduje się w  lidze okręgowej w grupie siedleckiej.